# Senatobia
Senatobia è una città della contea di Tate, Mississippi, ed è la quindicesima municipalità dell'area metropolitana di Memphis in ordine di grandezza. La popolazione ammontava a 8165 nel 2010 stando a dati del censimento dello stesso anno.
A Senatobia ha sede il Northwest Mississippi Community College, un college pubblico che provvede a 2 anni di insegnamento accademico. Inoltre è presente sul territorio il Baddour Center, una struttura residenziale atta a ospitare adulti con lievi ritardi mentali.
Il 13 aprile del 1834, uno dei primi abitanti della zona, James Peters, acquistò 2 appezzamenti di terreno di proprietà dei Chickasaw alla somma di 1,25 dollari per acro. La terra acquistata diverrà in seguito Senatobia. Il nome Senatobia, dato da Charles Meriweather, deriva dalla parola indiana Senatohoba, che vuol dire “Sicomoro bianco”, un simbolo del "riposo per gli esausti."
Senatobia ricevette il suo status di municipalità nel 1860, tredici anni prima della creazione della contea di Tate e uno prima dello scoppio della guerra di secessione americana, durante la quale la zona industriale della città fu bruciata due volte dalle truppe dei federali.
Due film candidati all'Academy Award sono stati parzialmente girati nella città: Il cliente (1994) e Larry Flynt - Oltre lo scandalo (1996).

## Geografia fisica
Senatobia è situata alle coordinate 34°36′59″N 89°58′10″W.
Secondo i dati dello United States Census Bureau, la città ha una superficie di 28 km² di cui quasi la totalità di terra e solo 0,10 km², pari allo 0,28%, di acque.

## Società

### Evoluzione demografica
Come riportato dal censimento del 2000, ci sono 6682 persone, 2137 nuclei di convivenza, e 1498 famiglie residenti nella città. La densità di popolazione è di 240 persone per km²). Ci sono 2239 unità abitative e una densità media di 80,4 case per km². L'assetto etnico della città è 68,03% bianchi, 30,51% afroamericani, 0,12% nativi americani, 0,22% asiatici, 0,15% provenienti dalle isole del Pacifico, 0,24% di altre etnie, and 0,72% di etnia mista. Gli ispanici rappresentano lo 0,85% della popolazione.
Dei 2137 nuclei di convivenza il 38,3% ha bambini di età inferiore ai 18 anni al proprio interno, il 47,4% è rappresentato da coppie sposate, il 19,4% è formato da una donna che non vive con il marito, e il 29,9% non sono famiglie. IL 26,6% dei nuclei di convivenza sono formati da un solo individuo e il 12,5% da persone oltre i 65 anni che vivono da sole. Il nucleo di convivenza medio è formato da 2,6 persone; la famiglia media, invece, da 3,15 persone.
Nella città la popolazione si suddivide in 24,8% età inferiore ai 18 anni, 20,1% tra i 18 e i 24 anni, 26% tra i 25 e i 44 anni, 17,1% tra i 45 e i 64 anni e 11,9% da 65 anni in su. L'età media è di 29 anni. Ogni 100 donne ci sono 89,1 uomini. Ogni 100 donne di età superiore ai 18 anni ci sono 85,4 uomini.
Il reddito medio di un nucleo di convivenza è di 33698 $ l'anno, quello di una famiglia è di 43088 $ l'anno. Gli uomini hanno un reddito medio di 34022 $ l'anno contro i 22000 per le donne. Il reddito pro capite per la città è di 16434 $. Circa il 13% delle famiglie e il 17,7% della popolazione sono al di sotto della soglia di povertà, di cui il 21,3% di questi hanno un'età inferiore ai 18 anni e l'8,5% un'età superiore ai 65 anni.

## Cultura

### Istruzione
A Senatobia sono presenti la Senatobia Municipal School District e la Magnolia Heights School.